# MAN
MAN (Metropolitan Area Network) е компютърна мрежа на територията на един град, чрез която всеки две точки в зоната на покритие могат да се свържат една с друга чрез оптичен кабел, без да е нужно кабелът да е прекалено дълъг от едната точка до другата. По своя обхват MAN мрежата се намира по средата между WAN (Wide area network) мрежата като Интернет и LAN (локална мрежа), които осъществяват достъпа на крайните абонати.
Английското съкращение включва прилагателното „метрополна“, което на български не е добило голяма популярност, макар и понякога да се употребява в съкратения си вариант „метро-“.

## Технология
MAN мрежата се състои от две основни части – опорна мрежа (backbone) и клиентски интерфейс. Опорната мрежа представлява набор от точки за достъп (POP – point of presence), в които има маршрутизатори, свързани помежду си с високоскоростни връзки. Клиентският интерфейс представлява оптичен кабел, съединяващ абоната с най-близката точка за достъп. За да се осъществи връзка между два или повече абонатни поста, в опорната мрежа се конфигурира виртуална локална мрежа (VLAN). Тъй като връзките в опорната мрежа са подсигурени с резервни, MAN-връзката е дори по-надеждна от връзката с директен кабел, положен между две точки.
Потребители на такива мрежи са:
- Интернет доставчици, доставчици на информация – за връзка с клиентите си или с други доставчици
- финансови посредници – за връзка с партньорите си